# 1-ша повітрянодесантна армія (союзники)
1-ша повітрянодесантна армія (союзники) (англ. First Allied Airborne Army) — оперативне об'єднання, повітрянодесантна армія військ західних союзників за часів Другої світової війни, що діяла на Європейському театрі Другої світової війни. Повітрянодесантна армія брала активну участь у повітрянодесантній операції «Маркет-Гарден», а також у Рейнській повітрянодесантній операції 1945 року. Після завершення Другої світової війни 20 травня 1945 року армія була офіційно розформована. Британські компоненти армії повернулися до Великої Британії, американські частини були знову названі 1-ша повітряно-десантна армія і включені до складу сил американської окупаційної зони в Берліні.

## Історія
2 серпня 1944 року Верховне Командування військ союзників в Європі сформувало з елітних з'єднань повітрянодесантних військ США, повітрянодесантних військ Великої Британії та інших держав 1-шу повітрянодесантну армію у складі:
- 18-й повітрянодесантний корпус:
  - 13-та повітрянодесантна дивізія (з 1945 року)
  - 17-та повітрянодесантна дивізія
  - 82-га повітрянодесантна дивізія
  - 101-ша повітрянодесантна дивізія (США));
- 1-й повітрянодесантний корпус Великої Британії,
  - 1-ша повітрянодесантна дивізія
  - 6-та повітрянодесантна дивізія
  - 52-га планерно-десантна дивізія
  - 1-ша бригада спеціальної служби Великої Британії,
  - 1-ша окрема парашутна бригада Польщі,
  - 3-х парашутних полків (1-й, 2-й та 3-й) Франції, а також
- З'єднання військово-транспортної авіації
  - 9-те військово-транспортне командування США
  - 38-ме транспортне командування Королівських ПС Великої Британії
  - 46-те транспортне командування Королівських ПС Великої Британії.

## Командувачі армії
- генерал-лейтенант Луїс Бреретон (2 серпня 1944 — травень 1945);
- генерал-лейтенант Фредерік Браунінг (травень 1945);
- генерал-лейтенант Річард Гейл (травень 1945).